# 程普
程普（2世紀—210年），字德谋，幽州右北平土垠人（今河北丰润）。東漢末年孫堅麾下將軍，東吳孫氏三代元勳之一；是江東十二虎臣之首。因為軍中最為年長，所以被人們尊稱為程公。程普天性樂善好施，喜愛結交士大夫，唯獨曾與周瑜不睦。赤壁之戰時孫權任命周瑜為左都督(大都督)，程普為右都督(副都督)，共同率領眾將抗曹。據《江表傳》記載：程普以己年長之故，數次侮辱周瑜。周瑜恢宏大度，始終不與程普計較。程普後來敬服周瑜的胸襟氣量，而愈加敬重周瑜，使其成為好友，更向人説：「與周公瑾交往，就如同飲醇厚的美酒一樣，不知不覺就沉醉了。」

## 生平

### 勞苦功高
早年在州郡擔任官吏，後跟隨孙坚四處征戰，击黄巾餘黨於宛、邓，破董卓於阳人等役都有參加，戰功卓著。為人秉性驍勇，時常身先士卒，因此負傷頗多。
初平二年（191年），孙坚戰死，繼續跟随其子孙策到淮南起兵，攻克庐江，後跟隨孫策到横江、当利，大破张英、于糜等，又展转進攻秣陵、湖熟、句容、曲阿，程普皆有戰功，孙策增其二千兵，馬骑五十匹。後又进破乌程、石木、波门、陵传、餘杭，程普立功最多。孫策入主会稽，任程普为吴郡都尉，治於钱塘。後為丹楊都尉，居於石城。

### 豪勇絕倫
後從討宣城、泾縣、安吴、陵阳、春谷亂贼。跟隨孫策進攻祖郎，戰鬥中孫策不幸被圍，危急之中，程普持矛带一副騎殺入重圍，怒吼著左刺右擊，最終成功護住孫策破圍而出。後拜為荡寇中郎将，领零陵太守，又隨軍讨刘勋於寻阳，进攻黄祖於沙羡，最後還軍镇守石城。

### 久經持重
建安五年（200年），孫策被刺殺身亡，孙权繼位，程普巡視三郡，讨平不服之人。
建安八年（203年），隨孙权征伐江夏，到達豫章，另行率軍進攻乐安。
建安十一年（206年），代替病逝的太史慈守备於海昏。
建安十三年（208年），孫權任命周瑜為左都督（大都督）、程普為右都督（副都督）、魯肅為贊軍校尉，打響赤壁之戰，於208年大破曹操於烏林（詳見赤壁之戰）。
建安十四年（209年），乘勝进攻南郡，經過多月戰爭，打敗曹仁。拜為裨将军，领江夏太守，治於沙羡，食邑四县。
建安十五年（210年），周瑜逝世，代领南郡太守。孫权與劉備結盟，將南郡分給劉備，程普还领江夏，升為折衝將軍，不久於同年逝世。《吳書》記載曰：程普斬殺叛亂者，并親自把斬殺死去的人投在火中，此後得病，一百多天後死去。
按《三国志·步骘传》，在孙权称尊号后都督西陵的步骘曾向太子孙登言及十一个就职于荆州的人，其中有程普。陈景云认为此时程普去世已久，而同样就职荆州的吕岱却不在此十一人之中，故此处“程普”或为“吕岱”之误。

## 特徵
程普容貌端莊，謀略過人，擅長辯論，喜歡與士大夫來往。但也有暴戾的一面，曾下令殺死叛軍數百人並投屍火中，也曾因不滿周瑜年少位高而惡言相向，由於周瑜的百般忍讓，程普後來亦自感羞愧而與周瑜和好結交。程普是孫家眾臣中最年長者，吳人皆敬稱「程公」。

## 艺术形象

### 三國演義
在小說《三國演義》中，董卓討伐戰中登場，與祖茂、韓當、黃蓋時為孫堅最早的部下，描寫為孫堅的參謀。使用鐵脊蛇矛作為武器，孫堅與華雄作戰時，斬殺華雄副將胡軫。孫堅發現玉璽後，提議孫堅回家開拓的計策。當孫堅和袁紹對立時，與黃蓋、韓當一起大戰袁紹手下大將顏良，文醜。孫堅原屬袁術麾下，而孫堅準備進擊劉表的時候勸阻孫堅不得，孫堅死後程普斬劉表部將呂公為主報仇，後韓當、黃蓋、程普歸附袁術；三人聽到孫策舉兵消息，并得到呂範的勸說，與黃蓋、韓當投歸到孫策軍中。程普在爾后與劉繇部下太史慈單挑而不分上下，孫權時代討伐黃祖，程普報孫堅之仇，使用弓箭瞄準黃祖的脖子射殺，甘寧斬去黃祖首級，作為成功征討的戰功。周瑜時期為東吳的副都督，與周瑜發生不和，對孫家有歷久的貢獻。

### 漫畫遊戲
- 《蒼天航路》（王欣太）
- 《火鳳燎原》（陳某）
- 《真·三國無雙8》（光榮特庫摩，谷昌樹配音）

### 影視形象
- 1983年香港邵氏电影《神通术与小霸王》：王华饰演程普
- 1994年电视剧《三国演义》：分别由闫怀礼、陈惠良飾演程普
- 1996年台灣華視電視劇《關公》：刘克勉饰演程普
- 2008年电影《赤壁》及《赤壁2：決戰天下》：王玉璋饰演程普
- 2010年电视剧《三国》：钟明和饰演程普

## 家庭

### 子
- 程咨，三國志載孫权稱帝後，追论程普之功而封为亭侯。

## 評論
- 孫權：“故將軍周瑜、程普，其有人客，皆不得問。”
- 陳壽《三國志》：“先出諸將，普最年長，時人皆呼程公。性好施與，喜士大夫。”“凡此诸将，皆江表之虎臣，孙氏之所厚待也。”
- 呂蒙：“昔周瑜、程普為左右部督，共攻江陵，雖事決於瑜，普自恃久將，且俱是督，遂共不睦，幾敗國事。”
- 陆机：“甘宁、凌统、程普、贺齐、朱桓、朱然之徒奋其威。”
- 章如愚：“如程普、黄盖、甘宁、徐盛、潘璋、朱然、朱桓、贺齐、凌统、全琮、吕范，皆智足以御众，勇足以却敌，未有不为守令之职者。”
- 程公許：“蜀将如关、张、庞统，吴将如周瑜、鲁肃，志长命短，天下重惜之。而马超、黄忠、赵云、费祎、吕蒙、程普、步骘、甘宁辈皆智勇绝伦，足以当一面。”
- 郝经：“程普诸将皆江表虎臣，鏖兵卫主，攻坚轧敌，兴王定覇，孙氏兄弟卒立国建号，诸将之力也。”“吴将剽轻，殆多谲计。莫肯下人，卒自称帝。摩创抚孤，动辄流涕。驾驭有术，驱策有方。果保江东，不负桓王。”

## 延伸阅读
[在维基数据编辑]
 《三國志·卷55》，出自陳壽《三國志》